# Johan Wilhelm Brannius
Johan Wilhelm Brannius, född 23 juni 1747, död 6 april 1800 i Stockholm, var en svensk arkivarie.
Brannius var son till komministern i Huddinge och Brännkyrka Johannes Olai Brannius. Han studerade vid Strängnäs trivialskola och gymnasium, blev student vid Uppsala universitet 1765 och filosofie kandidat 1770 samt magister samma år. 1773 blev Brannius extraordinarie kanslist i riksarkivet. Vid denna tid pågick som bäst återflytten av arkivet till den nybyggda slottet, men lokalerna i slottet var fuktiga och kalla, och gjorde arbetet i arkivet mycket svårt. Han befordrades 1775 till kopist, 1776 till kanslist, erhöll kopistlön 1777, blev registrator 1778 och aktuarie 1781.